# Hon’inbō (tytuł)
Hon’inbō – najstarszy z siedmiu najważniejszych tytułów japońskiego go.
Do lat trzydziestych XX wieku był to tytuł głowy szkoły Hon’inbō, który w 1936 roku został przekazany przez ostatniego z nich Shūsaia, instytutowi Nihon Ki-in. 
Począwszy od 1941 roku rozgrywany jest turniej o ten tytuł składający się z dwóch etapów – eliminacji oraz meczu finałowego, w którym zwycięzca eliminacji rozgrywa kilka gier z broniącym tytułu. Począwszy od piątego turnieju jest to mecz do czterech zwycięstw. Sponsorem turnieju jest gazeta Mainichi Shimbun. Zwycięzca oprócz tytułu uzyskuje nagrodę pieniężną.

## Posiadacze tytułu Honinbo
- 1941 - Sekiyama Riichi
- 1943 - Hashimoto Utaro
- 1945 i 1947 - Iwamoto Kaoru
- 1950 i 1951 - Hashimoto Utaro
- od 1952 do 1960 - Takagawa Kaku
- od 1961 do 1967 - Sakata Eio
- od 1968 do 1970 - Rin Kaiho
- od 1971 do 1975 - Ishida Yoshio
- 1976 - Takemiya Masaki
- od 1977 do 1979 - Kato Masao
- 1980 - Takemiya Masaki
- 1981 i 1982 - Cho Chikun
- 1983 i 1984 - Rin Kaiho
- od 1985 do 1988 - Takemiya Masaki
- od 1989 do 1998 - Cho Chikun
- 1999 - Cho Sonjin
- 2000 i 2001 - O Meien
- 2002 - Kato Masao
- 2003 i 2004 - Cho U
- od 2005 do 2007 - Takao Shinji
- 2008 i 2009 - Hane Naoki
- 2010 i 2011 - Yamashita Keigo
- od 2012 - Iyama Yuta